# کلئوپاترا (فیلم ۱۹۱۷)
کلئوپاترا (انگلیسی: Cleopatra) فیلمی صامت در ژانر درام تاریخی به کارگردانی جی. گوردون ادواردز است که در سال ۱۹۱۷ منتشر شد. این فیلم امروزه گمشده محسوب می‌شود و تنها بخش‌هایی از آن باقی مانده است. همچنین نقش اول این فیلم ثیدا بارا و از بازیگران دیگر می توان به فریتیس لیبر و تورسون هال و آرت اکرود اشاره کرد